# Sukoharjo (regentschap)
Sukoharjo is een regentschap (kabupaten) in de Indonesische provincie Midden-Java op Java. In het regentschap wonen in 2010, 824.238 mensen op een oppervlakte van  
466,66 vierkante kilometer. De hoofdstad en zetel van de regering is de gelijknamige stad Sukoharjo.

## Onderdistricten
Het regentschap bestaat uit twaalf onderdistricten (zogenaamde kecamatan). 
In deze onderdistricten liggen 167 plaatsen die een administratieve eenheid zijn.
| Naam                      | Opper vlakte in km2 | Inwoners Volks telling 2010 | Inwoners Volks telling 2020 | Aantal plaatsen Kelurahan /desa's | Post code    |
| ------------------------- | ------------------- | --------------------------- | --------------------------- | --------------------------------- | ------------ |
| Weru                      | 41,98               | 49.147                      | 54.795                      | 13                                | 57562        |
| Bulu                      | 43,86               | 27.813                      | 34.104                      | 12                                | 57563        |
| Tawangsari                | 39,98               | 47.791                      | 52.538                      | 12                                | 57561        |
| Sukoharjo (onderdistrict) | 44,58               | 88.046                      | 97.020                      | 14                                | 57511 -57551 |
| Nguter                    | 54,88               | 42.059                      | 52.309                      | 16                                | 57571        |
| Bendosari                 | 52,99               | 51.940                      | 61.563                      | 14                                | 57521 -57528 |
| Polokarto                 | 62,18               | 73.264                      | 83.748                      | 17                                | 57555 (a)    |
| Mojolaban                 | 35,54               | 86.038                      | 96.533                      | 15                                | 57554        |
| Grogol                    | 30,00               | 127.886                     | 128.193                     | 14                                | 57552        |
| Baki                      | 21,97               | 68.386                      | 76.422                      | 14                                | 57556        |
| Gatak                     | 19,47               | 46.463                      | 54.309                      | 14                                | 57557        |
| Kartasura                 | 19,23               | 115.405                     | 116.053                     | 12                                | 57161 -57169 |
| Totalen                   | 466,66              | 824.238                     | 907,587                     | 167                               |              |

Opmerking: (a) behalve het dorp Mranggen, dat postcode 57513 heeft.
Stadsgemeenten: Magelang · Surakarta · Salatiga · Semarang · Pekalongan · Tegal

Regentschappen: Banjarnegara · Banyumas · Batang · Blora · Boyolali · Brebes · Cilacap · Demak · Grobogan · Japara · Karanganyar · Kebumen · Kendal · Klaten · Kudus · Magelang · Pati · Pekalongan · Pemalang · Purbalingga · Purworejo · Rembang · Semarang · Sragen · Sukoharjo · Tegal · Temanggung · Wonogiri · Wonosobo
- Library of Congress Control Number: n83066412
- MusicBrainz: 918348d4-930a-44d6-8149-d038ddcf4437
- Nationale Bibliotheek van Israël: 987007555115805171
- Virtual International Authority File: 167998972
- WorldCat: E39PBJtX7FwWw7RC9qhTkfbPQq